# Sousoší husitských bojovníků
Sousoší husitských bojovníků bylo vytvořeno rodákem z obce Bořitov Stanislavem Rolínkem v roce 1927. Dílo se nachází v lese na úbočí západní strany Velkého Chlumu na území obce Bořitov v okrese Blansko. Jedná se o zpodobení Jan Husa, Jana Žižky a Prokopa Holého. Stanislav Rolínek vytesal sousoší pomocí hasičské sekerky a poloviny nůžek na stříhání ovcí. Památka byla restaurována v letech 1996 a 2023. Je volně přístupná.